# Hypena umbripennis
Hypena umbripennis är en fjärilsart som beskrevs av Moore 1882. Hypena umbripennis ingår i släktet Hypena och familjen nattflyn. Inga underarter finns listade i Catalogue of Life.